# Edoardo Sonzogno
Edoardo Sonzogno (Milano, 21 aprile 1836 – Milano, 14 marzo 1920) è stato un editore e editore musicale italiano, importante nel settore delle collane economiche e dei quotidiani.

## Biografia

### L'editore

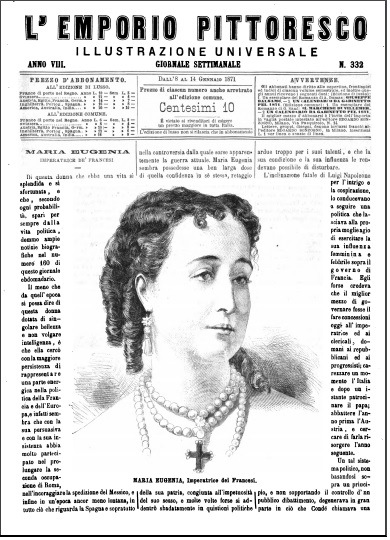
«L'Emporio Pittoresco. Illustrazione universale», copertina del n. 332 dell'8 gennaio 1871.

Discendente da una famiglia di tipografi-librai, attiva a Milano da tre generazioni (dalla fine del XVIII secolo), nel 1861 rilevò l'azienda familiare. Giornalista, attore in giovinezza, egli diventerà tanto editore di giornali e di libri quanto impresario teatrale e melomane conosciuto in tutta Europa.
La sua prima pubblicazione fu, nel 1861 il settimanale satirico «Lo spirito folletto». Nel 1866 fondò il quotidiano «Il Secolo», che per molti anni fu il giornale italiano a più alta tiratura. La linea politica radicale, in contrapposizione con il conservatore «La Perseveranza» fu particolarmente apprezzata dal pubblico milanese, almeno fino al successivo affermarsi del moderato «Corriere della Sera».
Già nel 1883 il catalogo della Casa editrice comprendeva i seguenti giornali e riviste:
- Il Secolo (quotidiano milanese)
- Lo Spirito folletto (settimanale satirico) (versione digitalizzata)
- La Novità (giornale femminile)
- Il Tesoro delle famiglie
- L'Emporio Pittoresco (periodico illustrato)
- Il Teatro illustrato (versione digitalizzata)
- La Musica popolare (versione digitalizzata)
- La Scienza per tutti
- Il Romanziere illustrato
- Il Giornale illustrato dei viaggi

e le seguenti collezioni periodiche:
- Biblioteca Classica economica - 78 volumi
- Biblioteca Universale antica e moderna - un volume a settimana
- Biblioteca del Popolo - 140 volumi
- Biblioteca Romantica economica - 200 volumi
- Biblioteca Igienica - 26 volumi
- La Musica per Tutti - 36 volumi
- Teatro Musicale Giocoso - 40 volumi
- L'Esposizione Italiana del 1884 in Torino, illustrata
- La Storia Naturale illustrata
- Teatro Scelto di Carlo Goldoni, illustrato

### L'editore musicale
Edoardo Sonzogno fu protagonista della vita musicale italiana soprattutto negli ultimi due decenni dell'Ottocento, sia come editore di alcuni dei più famosi operisti dell'epoca, sia attraverso le due riviste musicali "Il Teatro Illustrato" e "La Musica Popolare".
In un primo tempo, Sonzogno si segnalò soprattutto come l'editore italiano dei giovani operisti francesi, quali Georges Bizet e Jules Massenet, di cui pubblicò gli spartiti in traduzione italiana.
A partire dal 1883 bandì una serie di concorsi per atti unici di compositori italiani esordienti, a cui parteciparono prima Giacomo Puccini con Le Villi (1883) - che per altro non vinse, tanto che l'opera passò nelle mani dell'editore concorrente Giulio Ricordi - e poi Pietro Mascagni, che vinse nel 1889 con Cavalleria rusticana.
Il successo di quest'opera aprì la stagione del melodramma verista, di cui Sonzogno fu il più attivo promotore, commissionando, pubblicando e distribuendo anche all'estero numerose opere sulla falsariga di Cavalleria rusticana ad altri giovani compositori destinati a notevoli successi: da Ruggero Leoncavallo a Umberto Giordano a Francesco Cilea.
Nel 1894 Edoardo Sonzogno rifinanziò e fece restaurare a Milano il Teatro Lirico, le cui stagioni liriche potessero costituire un'alternativa a quelle del Teatro alla Scala, feudo di Ricordi.
Nel 1909 Edoardo lasciò la direzione ai nipoti Renzo e Riccardo Sonzogno.
Coerente con l'indirizzo popolare sempre svolto come editore, Edoardo Sonzogno fu anche un fattivo animatore di iniziative a favore dei diseredati. Nel 1884 promosse l'apertura di  "Asili notturni" intitolati ai genitori Teresa e Lorenzo Sonzogno, per ospitare i senzatetto.